# Miohippus
Miohippus (що означає «маленький кінь») — рід доісторичних коней, які існували довше, ніж більшість коней. Miohippus жив на території сучасної Північної Америки в період пізнього еоцену до пізнього олігоцену. Згідно з Музеєм природної історії Флориди, Отніел Чарльз Марш вперше припустив, що міогіпп жив у міоцені, і тому назвав рід, використовуючи цей неправильний висновок. Пізніші дослідження надають докази того, що Miohippus насправді жив у період палеогену. Їхній ареал простягався від Альберти (Канада) до Флориди та Каліфорнії.

## Таксономія
Типовий вид Miohippus, M. annectens, був названий Маршем у 1874 році. Його класифікують як члена підродини Anchitheriinae за МакФадденом (1998):
- M. anceps Marsh, 1874
- M. annectens Marsh, 1874 типовий
- M. assiniboiensis Lambe, 1905
- M. condoni Leidy, 1870
- M. equiceps Cope, 1879
- M. equinanus Osborn, 1918
- M. gemmarosae Osborn, 1918
- M. gidleyi Osborn, 1904
- M. intermedius Osborn & Wortman, 1895
- M. longicristis Cope, 1878
- M. obliquidens Osborn, 1904
- M. primus Osborn, 1918
- M. quartus Osborn, 1918

## Опис

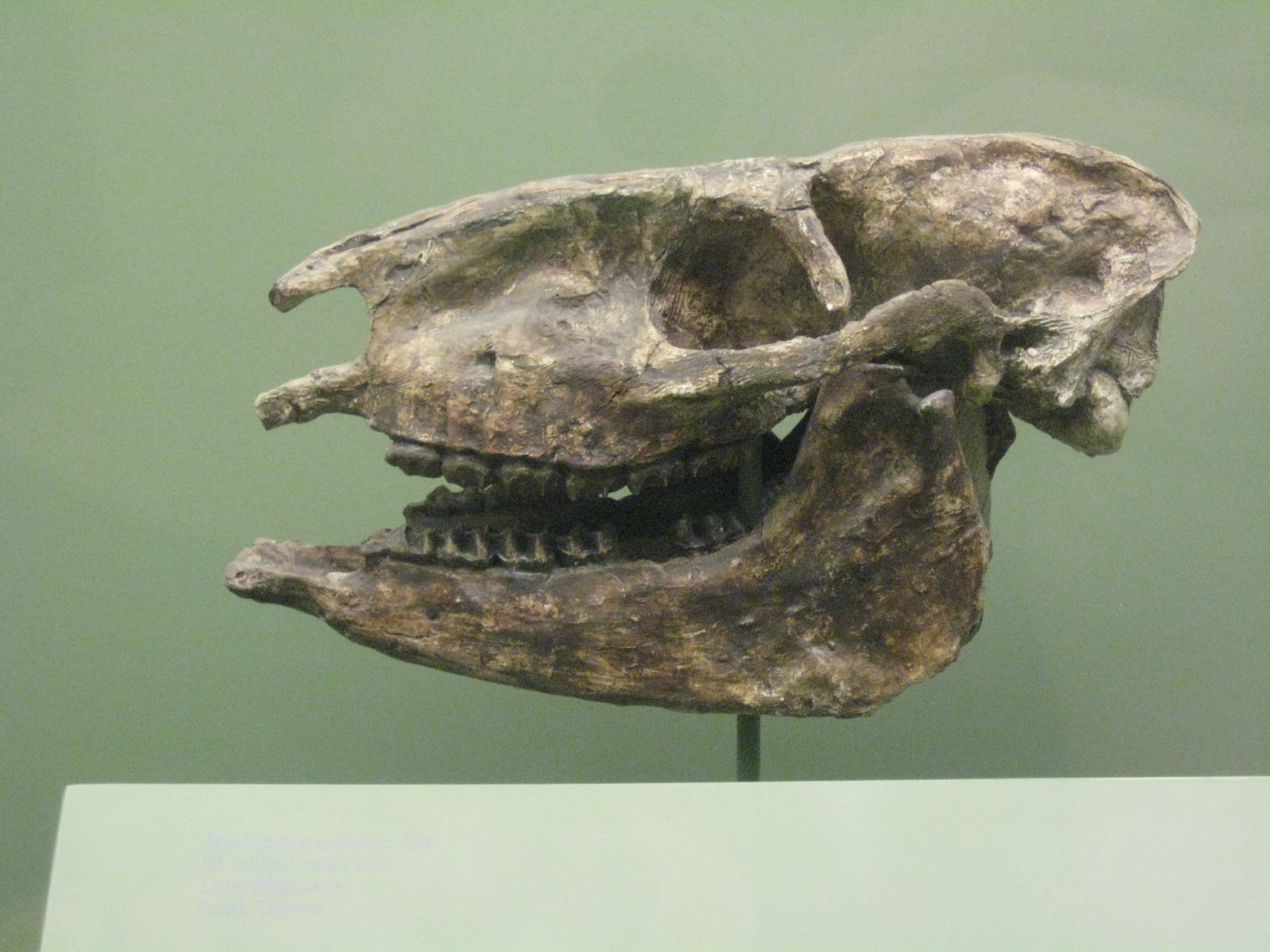
Череп

Miohippus мав дві форми, одна з яких пристосувалася до життя в лісах, а інша залишилася пристосованою до життя в преріях. Лісова форма призвела до народження Kalobatippus (або Miohippus intermedius), чий другий і четвертий пальці знову подовжувалися для подорожей м'якшими первісними лісами. Kalobatippus вдалося переселитися до Азії через сухопутний міст через Берингову протоку, а звідти перемістився до Європи, де його скам'янілості раніше були описані під назвою Anchitherium. Вважається, що Kalobatippus еволюціонував у форму, відому як Hypohippus, яка вимерла на початку пліоцену.
До восьми видів Miohippus було описано з формації Джон Дей в Орегоні, але нещодавні дослідження дентальної варіації показали, що лише один вид Miohippus був присутній у певному члені.
Miohippus виник від Mesohippus 34–36 мільйонів років тому. Види Miohippus були дуже схожі один на одного, які перейшли в 3 різні лінії та бічні гілки близько 24 мільйонів років тому.
Miohippus мав довжину близько 1,2 метра, зріст 60 см і важив від 22 до 34 кілограмів.